# 표트르 바그라티온
표트르 이바노비치 바그라티온(러시아어: Пётр Иванович Багратион, 1765년 7월 10일 ~ 1812년 9월 12일)은 나폴레옹 전쟁때의 러시아 제국의 장군이다. 나폴레옹의 러시아 원정때 러시아 제2군을 이끌었다.
조지아 왕가인 바그라티온 가의 후손으로 북캅카스의 키즐랴르(지금의 러시아 다게스탄 공화국)에서 태어났다. 성장하여 러시아 제국의 장군으로써 근무했다. 바그라티온의 아버지 이안 바그라티온(이바네 바그라티오니)는 조지아의 왕자로써 러시아군의 대령이었다. 바그라티온의 형제 로만 바그라티온(레바즈 바그라티오니(Roman (Revaz) Bagrationi)도 러시아군에 입대해 장군이 되었다. 훗날 그의 이름을 따 소련군이 나치 독일에 맞서 바그라티온 작전을 수립했다.

## 생애
1782년 러시아군에 들어가 중사로써 캅카스 머스켓연대에 배속되었다. 몇 년이 지난 후 캅카스에 파견되었다. 1788년 투르크와의 전쟁에 종군하여 대위까지 승진하였다. 1792년부터 키에프 기마추격병연대에서 근무했다. 1794년 알렉산드르 수보로프장군에게 제 2차 폴란드 분할 시기에 폴란드에 주둔하면서 얻은 무훈을 인정받아 소피아기병연대장이 되었다. 1799년 이탈리아와 스위스 전선에서 브레시아 공략에 성공하여 러시아 귀국후 근위기병대대(후에 연대)장이 되었다.
1805년 홀라브룬 전투에서는 5배가 넘는 적군과 전투를 벌여 휘하 장병 절반을 잃는 가운데에서 쿠투조프 장군의 본진 퇴각을 엄호해 적군을 퇴각시키는데 성공했다. 1805년 12월 2일 아우스터리츠 전투에서 바그라티온은 뮈라와 장 란이 이끄는 프랑스군 좌익과 대치했다. 아우스터리츠 전투 패배후에도 1807년 2월 아일라우 전투, 같은해 6월 프리틀란트 전투등에 전전하여 용맹과감한 전투를 지휘했다.
1808년 핀란드 전쟁에서는 제21 보병사단을 이끌고 얼어붙은 핀란드만을 가로지르는 대담한 행군으로 인해 바그라티온은 올란드 제도를 탈취했다. 그리고 1809년 바그라티온은 러시아-투르크 전쟁에서 몰다비아군을 이끌고 투르크와 싸웠다. 1809년 바그라티온은 보병대장에 임명되었다. 그동안 세월에 걸친 활약으로 인해 그는 레프 톨스토이의 소설 전쟁과 평화의 조연으로 등장하게 되었다.
1812년 바그라티온은 서부 제2군을 지휘했으나, 모길료프(1812년 7월 23일)에서 패배했기 때문에 바클라이 드 톨리 지휘하의 주력부대에 편입되었다. 그리고 보로디노 전투(1812년 9월 7일)에서 러시아군 좌익을 지휘했으나 여기서 치명상을 입었다. 9월 12일 상처로 인해 숙모의 영지였던 시마에서 죽었다.

## 사후
러시아 황제 니콜라이 1세는 보로디노 전장에 그의 영예를 칭송하는 기념비를 건립했다. 장군의 유해는 그가 죽었던 장소로 옮겨졌고, 그 유해는 지금도 그곳에 안장되어 있다. 그의 묘는 제 2차 세계대전 중 폭격을 당하였지만 그 후 원래대로 돌아왔다. 일설에 의하면 지방 미술관에서 뼈와 옷의 파편들을 수습하였다고 한다.
이오시프 스탈린은 1944년 6월 22일 독일 중앙집단군을 공격하기 위한 소련군 공세작전명으로써 바그라티온으로 명명했다. 작전의 성공적 진행으로 인해 나치 독일군은 벨라루스까지 후퇴했는데, 진행 중 소련은 동프로이센 북부를 병합하고 (칼리닌그라드) 그때까지 독일의 도시였던 프로이슈-아일라우(1807년 아일라우 전투의 무대)를 그를 기념하여 바그라티오노프스크라고 개명했다.
1973년 9월 27일 러시아의 천문학자 류드미라 제르누이프가 발견한 소행성이 3127 바그라티온으로 명명되었다.

## 같이 보기
- 바클라이 드 톨리